# Proastije
Proastije su bili zemljišni posjedi obilježja manjih vlastelinstava u Bizantskom carstvu u 9. i 10. st., na koje njihov posjednik naseljuje svoje robove ili male zakupce.